# Rhodothemis nigripes
Rhodothemis nigripes är en trollsländeart som beskrevs av Lúcia Garcez Lohmann 1984. Rhodothemis nigripes ingår i släktet Rhodothemis och familjen segeltrollsländor. Inga underarter finns listade i Catalogue of Life.